# Ибан-малайские языки
Малайзийские языки (Malayic) — ветвь сунда-сулавесийских языков австронезийской семьи. Она включает в себя малайский язык, национальный язык Малайзии, Индонезии и Брунея, также минангкабау в центре острова Суматра и ибанский язык на севере острова Калимантан.
Считается, что родина малайзийских языков находится на западе Борнео, где остаются ибанские языки, тогда как малайская ветвь представляет собой вторичное рассеивание, вероятно, из центра Суматры, но, возможно, также из Борнео.
Какое-то время была путаница относительно размещения различных языков, которые называются даякским языком; сейчас очевидно, что некоторые из них малайзийские, а некоторые нет. Малайзийские даякские языки, включая ибанский язык; термин «ибанский» иногда или в целом применяется к маленькой группе морских даяков или присущим ибанскому. Другие даякские языки, включая языки земли даяков, обнаружены на северо-западном краю Калимантана, между ибанской и малайской.

## Классификация
Сайт Ethnologue приводит следующую классификацию языков:
- Малайзийская ветвь: кендаянский, кенинджалский, малайзийский даякский, урак-лавойский.
  - Ибанская группа: балау, ибанский, муалангский, ремунский, себеруангский, себуяу.
  - Малайская группа: баканский, бангка, банджарский, берау, брунейский малайский, букитский, джакунский, джамби-малайский, дуано, каурский, кедахский малайский, керинчи, кота-бангун-кутайский малайский, кубу, индонезийский, колский, лубу, макассарский, малайский, минангкабау, муси, негери-сембилский, оранг-канакский, оранг-селетарский, паттани, пекалский, сабахский, секакский, стандартный малайский, темуанский, тенггаронг-кутайский, хаджи, центральный малайский.

## Фонология
В общем, в прото-малайзийском алфавите существует 19 согласных и 4 гласных (Аделаар 1992:102)
|          |          | Губ.-губ. | Альвеол. | Палатал. | Веляр. | Глот. |
| -------- | -------- | --------- | -------- | -------- | ------ | ----- |
| Взрыв.   | Глухие   | p         | t        | c        | k      | ʔ     |
| Взрыв.   | Звонкие  | b         | d        | ɟ        | ɡ      |       |
| Нос.     | Нос.     | m         | n        | ɲ        | ŋ      |       |
| Фрикат.  | Фрикат.  |           | s        |          |        | h     |
| Плав.    | Плав.    |           | l        |          | ʀ      |       |
| Аппрокс. | Аппрокс. | w         |          | y        |        |       |

| Высота           | Высота           | Переднего ряда | Переднего ряда | Среднего ряда | Среднего ряда | Заднего ряда | Заднего ряда |
| ---------------- | ---------------- | -------------- | -------------- | ------------- | ------------- | ------------ | ------------ |
| Верхнего подъёма | Верхнего подъёма | i /i/          | i /i/          |               |               | u /u/        | u /u/        |
| Среднего ряда    | Среднего ряда    |                |                | ə /ə/         | ə /ə/         |              |              |
| Нижнего подъёма  | Нижнего подъёма  |                |                | a /a/         | a /a/         |              |              |

Также есть 2 дифтонга: -ay, -aw.